# Partenon (Porto Alegre)
Partenon es un barrio de la ciudad de Porto Alegre, Brasil. Fue creado por la Ley 2,022 del 7 de diciembre de 1959 y sus límites fueron ampliados en 1990. Su nombre se debe a las gestiones de la Sociedad Partenon Literario para la urbanización de la zona.